# Lasiopezus marmoratus
Lasiopezus marmoratus là một loài bọ cánh cứng trong họ Cerambycidae.